# Núi Chư Jôr
Chư Jôr là một ngọn núi nằm ở phía đông bắc thành phố Pleiku, tỉnh Gia Lai, Việt Nam. Núi nằm cạnh Biển Hồ, có độ cao 1.042 m.